# Gérard Ier de Durnay
Gérard Ier de Durnay, ou Gérard Ier de Durnes, né vers 1190 et mort en 1248, est seigneur de Durnes en comté de Bourgogne et en partie Vendeuvre en comté de Champagne. Il est le fils aîné de Jacques de Durnay et de son épouse Agnès du Puiset.

## Biographie
Vers 1208, il épouse Marguerite de Vendeuvre, fille et héritière d'André de Vendeuvre, qui lui apporte la moitié principale de la seigneurie de Vendeuvre, qui comprend notamment la forteresse.
Il prend part à la cinquième croisade, où il retrouve son père qui est maréchal de Jérusalem, probablement accompagné de son oncle Milon IV du Puiset, comte de Bar-sur-Seine, et de son cousin Gaucher du Puiset. Ils combattent ensemble au siège de Damiette de 1218 auprès de leur parent le roi Jean de Brienne. Mais Milon et Gaucher trouvent la mort en 1219, et Gérard rentre alors en Champagne afin de prendre possession du comté de Bar-sur-Seine au nom de sa mère, sœur de Milon du Puiset.
Mais ce dernier, avant de partir en croisade, avait engagé son comté auprès de la comtesse-régente de Champagne, Blanche de Navarre, afin de financer son expédition. Afin que celle-ci puisse être remboursée, Jacques de Durnay ainsi que les autres bénéficiaires de Milon du Puiset doivent céder à la comtesse leurs parts d'héritage en échange de divers biens.
Au début du XIIIe siècle, il fonde une villeneuve qui sera nommée en fonction d'une localité voisine, « Le Chêne », qui aurait été située entre cette villeneuve et Champ-sur-Barse mais aujourd'hui détruite depuis plusieurs siècles. En 1255, son fils Gérard donnera une charte de franchises à La Villeneuve-au-Chêne inspirée de la loi de Beaumont,.
En 1244, il rachète à Eudes de Broyes et sa femme Agnès leur part de la seigneurie de Vendeuvre pour la somme de 4 000 livres.
Dès 1235, il avait établi son testament mais il meurt plus de dix années après, en 1248, peut-être lors de la septième croisade, et ses biens sont partagés entre ses deux fils survivants.

## Mariage et enfants

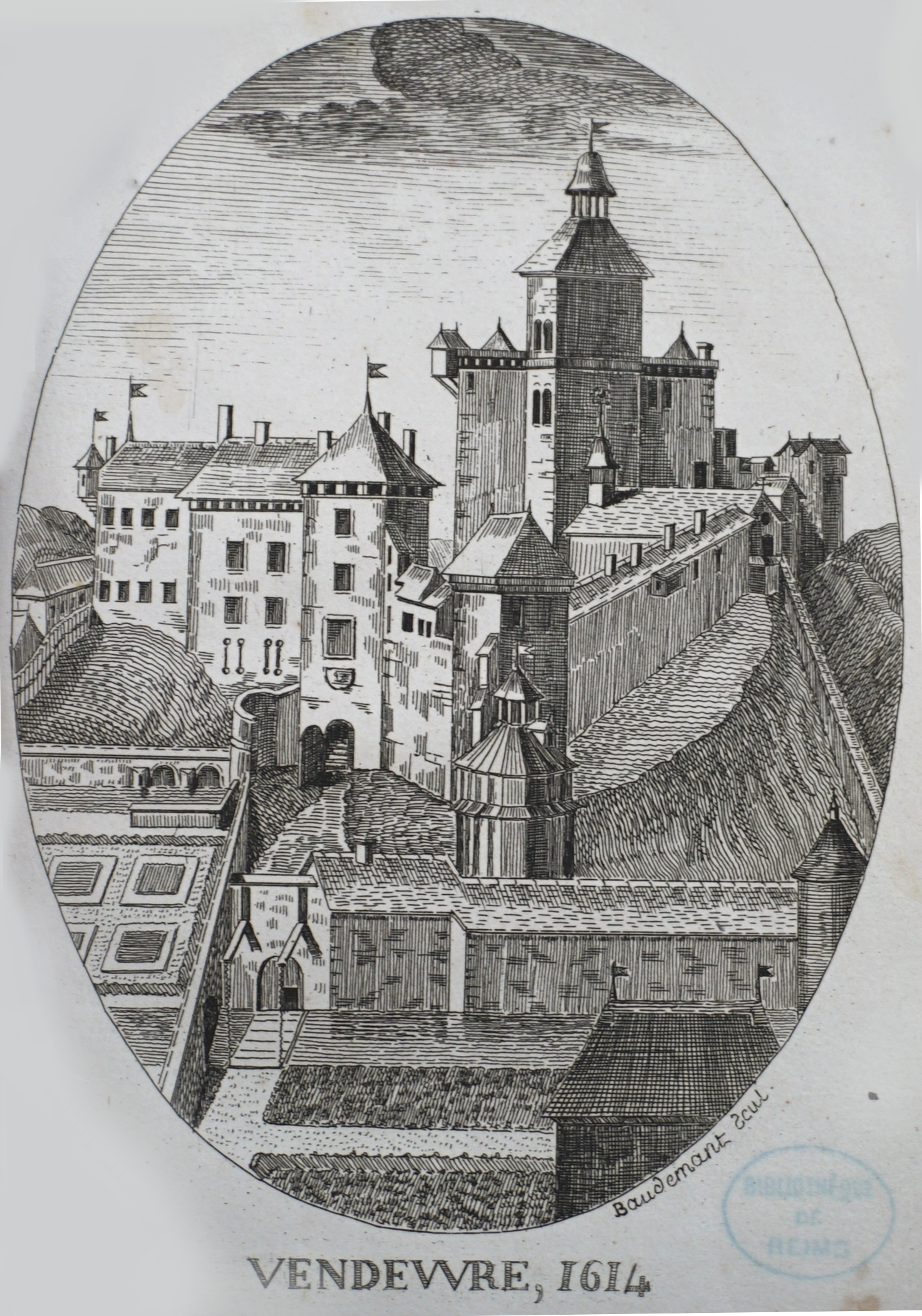
Vue du château de Vendeuvre en 1614.

Vers 1206, il épouse Marguerite de Vendeuvre, fille d'André de Vendeuvre, co-seigneur de Vendeuvre, et de son épouse Clémence la Rousse, dame de Cirey, avec laquelle il a six enfants :
- Gérard de Durnay, probablement mort jeune sans union ni postérité ;
- Milon de Durnay, probablement mort jeune sans union ni postérité ;
- Jean de Durnay, qui succède à son père en tant que seigneur de Durnes ;
- Jacquin de Durnay, qui succède à son père en tant que seigneur de Baroville et qui obtient la forteresse de Grosnay ;
- Agnès de Durnay, religieuse à l'abbaye de Jully-les-Nonnains ;
- Alix de Durnay, qui épouse Richard de Montbéliard, seigneur de Scey.